# آنگوروولا
آنگوروولا (به لاتین: Anguruwela) یک منطقهٔ مسکونی در سری‌لانکا است که در استان مرکزی (سری‌لانکا) واقع شده‌است.